# Iago Teodoro
Iago Teodoro da Silva Nogueira (ur. 18 kwietnia 2005 w Volta Redonda) – brazylijski piłkarz występujący na pozycji środkowego obrońcy, od 2024 roku zawodnik Flamengo.